# Гомер Долівер Хауз
Гомер Долівер Хауз (англ. Homer Doliver House) (21 липня 1878 — 21 грудня 1949) американський ботанік-натураліст зі штату штат Нью-Йорк.

## Біографія
Народився у Кенвуді, штат Нью-Йорк. Закінчив Коледж Вільних Мистецтв у 1902 році. Працював у Колумбійському університеті 1903—1904 асистентом ботаніка. Працював два роки в Національному музеї США у відділі сільського господарства. В 1908 захистив докторську дисертацію за темою «Північно-американські види у роді Іпомея». Гомер Хауз працював на посаді професора у численних інститутах Нью-Йорка, Ваншингтона та Кароліни.
Його основна колекція рослин розміщується у гербарії Музею штату Нью-Йорк і містить близько 27000 видів, що зібрані в східній частині США.